# 連動装置

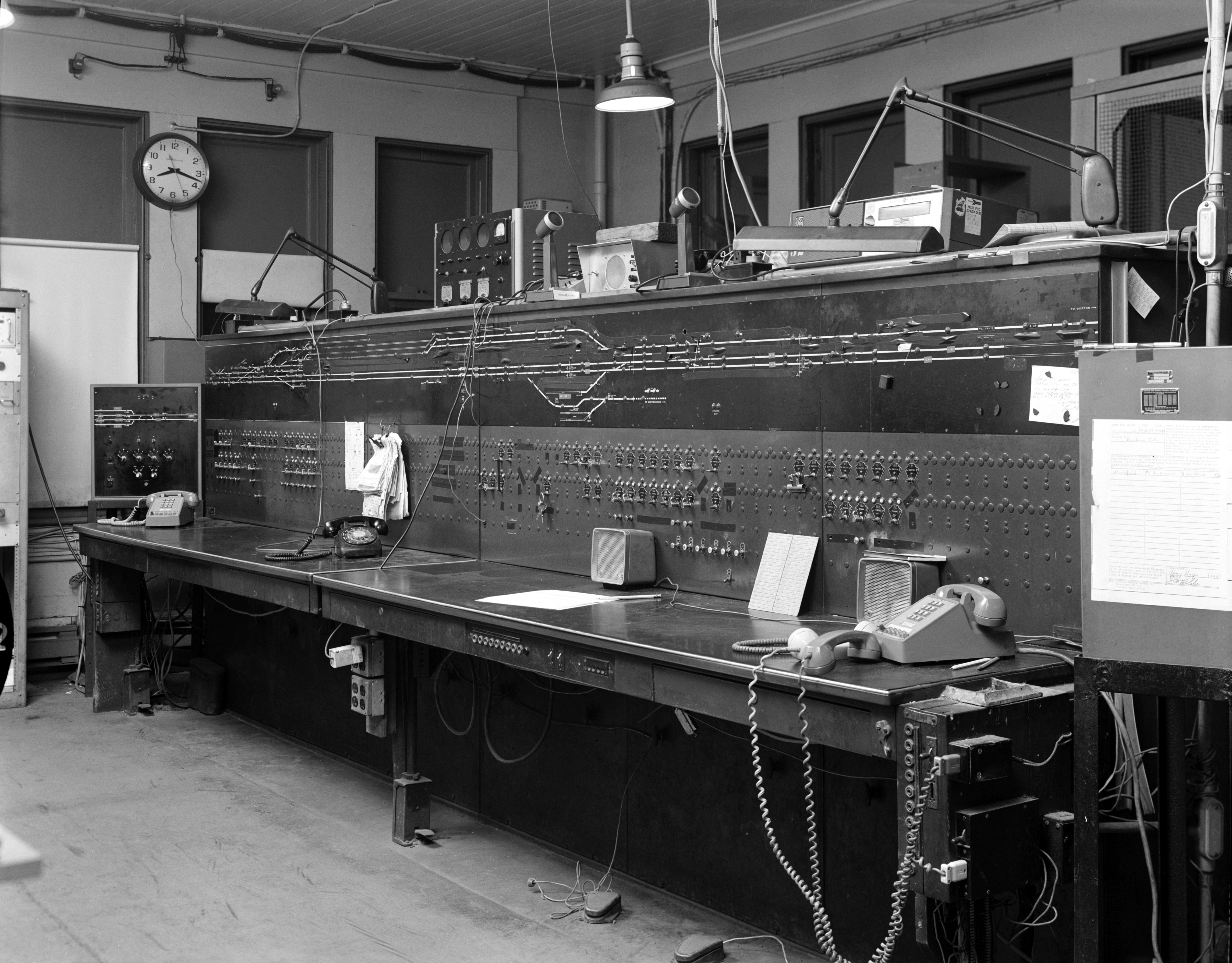
信号制御盤

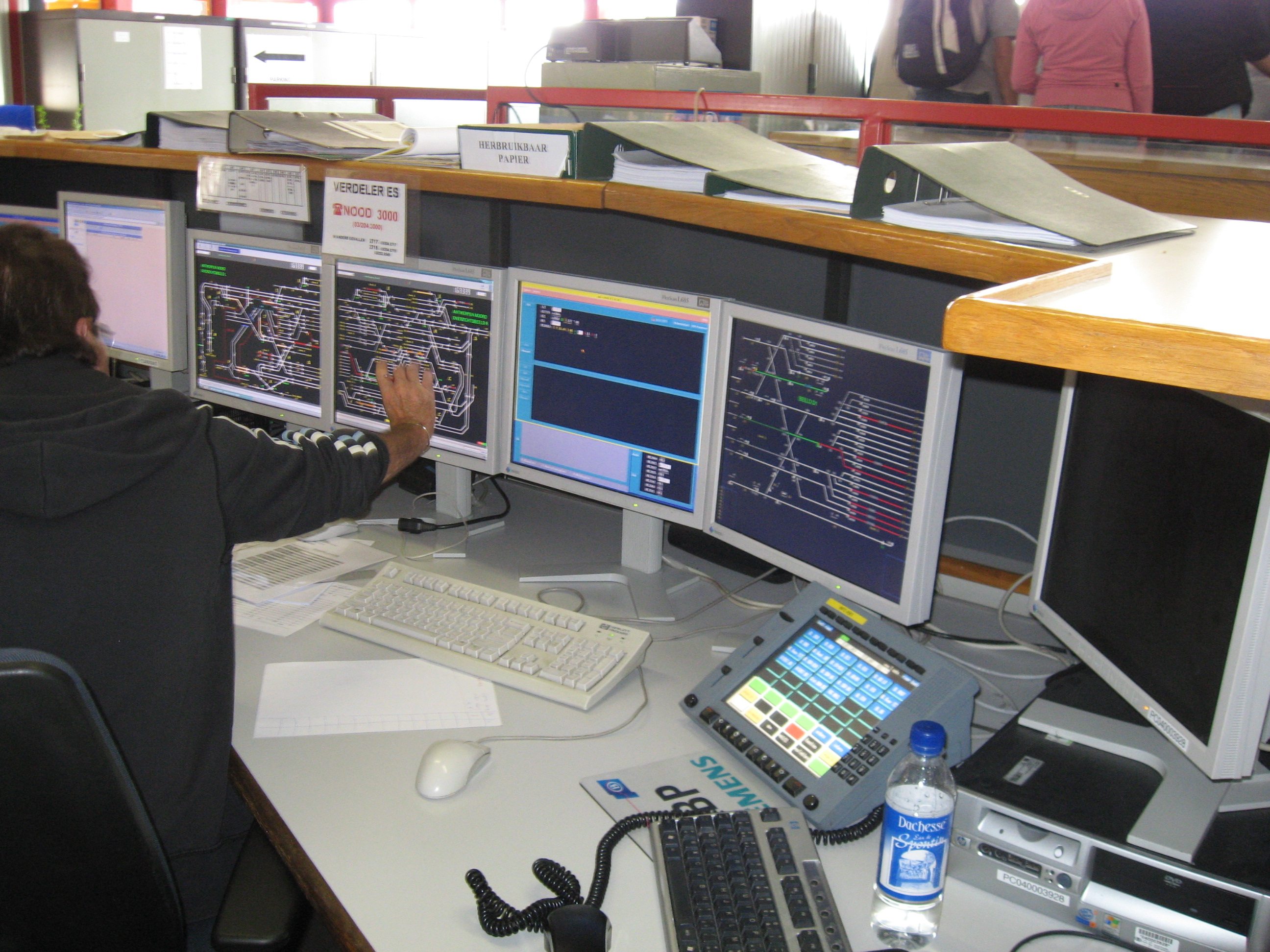
現代の電子連動装置

連動装置（れんどうそうち、interlocking）とは、鉄道において転轍機と信号機の動作を制御し、列車が進行している間、転轍機が転換しないように鎖錠し、列車が進行中の進路に支障を来す他の進路が構成されないように、転轍機と信号機の動作に一定の連鎖関係を持たせる保安装置である。信号扱い手が結果として危険を招く転轍機や信号機の操作を行おうとしても、連動装置がそれを防ぐ。
一般に1つの停車場（駅、操車場、信号場）には1つの連動装置が備えられていて、構内の転轍機と信号機の動作を制御している。非常に広大で関係する転轍機や信号機の数が多く、連動装置が複雑になる場合には、適宜分割して複数設置される。集中連動方式を採用している路線では、1つの路線全体を管理する連動装置が設置され、駅間の閉塞の制御も連動装置が担当する。

## 概要
駅構内には多数の転轍機や信号機が設置されており、正しく取り扱わなければ容易に事故を招く。人間はミスを犯す存在であるので、ミスを防止するためには操作の正しさを機械的に検証して、誤りであれば受け付けない仕組みが必要となる。
図に、複線の中間駅から単線の支線が分岐する駅の例を示す。図において左から右方向を下り向きとし、複線の進行方向は左側通行であるものとする。この駅において、支線から到着する列車が本線の上り列車として直通する場合、赤の実線の矢印で示した進路を通って上り線に進入する必要がある。一方、青の点線の矢印で示したように、本線の下り列車が出発する進路はこの支線からの到着列車の進路と平面交差している。これらの列車が2本同時に走ると衝突してしまうため、これを防ぐ必要がある。
連動装置は、支線からの到着列車を通すための指示を受けると、到着する進路上にある全ての分岐器を必要な方向に転換した上で鎖錠（ロック）する。その後、支線からの到着を許可する信号機（場内信号機）に進行を指示する信号を現示する。この状態になると、本線への下り出発列車を出発させる指示を誤って出しても、ロックされているので分岐器は転換せず、本線への出発を許可する信号機（出発信号機）に進行を指示する信号現示を出すことはできない。ロックは、支線からの列車が到着したことを検知した後に解除される。
連動装置においては、列車が走行する際に使用する線路・分岐器の組み合わせのことを進路と呼んでいる。支線から上り線へ到着する進路や、支線から側線へ到着する進路など、出発点と到着点、および途中の経由点の組み合わせで進路が定義されており、関連している分岐器や信号機が進路ごとに定義されている。同じ線路や分岐器を使用する進路同士が交差支障のある進路ということになり、双方の進路を同時に利用することはできない。ある駅の構内で設定できる進路の数は、分岐器の設置が増えるに従って爆発的に増えるので、実際に利用が計画されている進路に限って連動装置に設定することが多い。その場合、連動装置に設定されていない進路は、物理的には移動可能な進路に見えても、実際に使うことはできない。
信号機の現示に従って列車が走行することを保証するのは、ATSに代表される自動列車保安装置の役割である。
連動装置には、単に誤りを防止するだけでなく、転轍機や信号機の操作を簡略化する機能も付加されていて、現在はこの機能がついていないものはほとんどない。この簡略化する機能は、進入・進出する線路と向きをスイッチで指定すれば、安全上問題なく進路を構成できるかを自動的に判定し、問題がなければ関係するすべての転轍機と信号機を自動で動作させる。この機能が付加された連動装置では、個々の転轍機や信号機を操作する必要はない。
なお、単線区間で列車の運転方向を決定する「方向てこ」は連動装置内に組み込まれているが、分類上は閉塞装置である。方向てこを取り扱うことにより、反対方向の信号機はすべて停止信号になる。

## 安全確保のための論理
誤った操作ができないようにするために、鎖錠・解錠・連鎖という仕組みがある。

### 鎖錠・解錠
最も基本的な安全確保のための論理であり、駅構内では、出発信号機・場内信号機・入換信号機・誘導信号機・入換標識を操作して、列車の出発・到着・入換などを行なうが、それぞれが独立して動くようにしてしまうと、誤った操作をしてしまった場合、列車が分岐器を通過中に転轍機が動作して、車両の脱線や台車の泣き別れを起こしたり、または、同一の線路に2つ以上の列車を運転させたり、他の支障する進路を開通させて列車を運転させることで、列車同士の接触や衝突を起こしてしまう。それを防止するためには、列車が分岐器を通過中には転轍機を動作しないようにするとともに、同一の線路には、1つの進路だけを開通させて、他の支障する進路は開通させないようにする必要が出てくる。ここで、信号機・入換信号機の操作てこと分岐器の転轍機の操作てこの間で、一方のてこを操作した際には他方のてこを「ロック」して転換できない状態を鎖錠と言い、「ロック」が解除されて転換できる状態を解錠と言う。鎖錠には機械的に行う機械鎖錠と電気的に行う電気鎖錠がある。

### 連鎖
「連動」または「インターロック」とも呼ばれている。信号機・入換標識と転轍機を誤った操作により転換させることを防止するため、信号機・入換標識と転轍機の間に電気的または機械的な鎖錠関係を持たせ、相手の信号機・入換標識と転轍機との関係（または信号機同士、転轍機同士）を拘束し、操作対象の一連の操作を規整するものである。
- 信号機を停止現示以外にするには、その信号機が進入の進路上に、列車および車両が無く、全ての分岐器が正当な方向に開通し固定されていなければならない。条件がそろうと、信号機を停止現示以外に変更できるように信号機のロックが解除される。
- 分岐器を転換するには、その分岐器を通る進路への進入の可否を示す、全ての信号機が停止現示になっていなければならない。分岐器へ進入する進路の全ての信号機を停止現示に切り替えると、分岐器のロックが解除される。

鎖錠にはいろいろな種類があるが以下に代表例を示す。

#### 轍査鎖錠
列車が分岐器を通過している最中に分岐器が途中転換すると危険である。このため、分岐器に列車が差し掛かっていることを検知して、その間は分岐器を転換できないように鎖錠する。この鎖錠を轍査（てっさ）鎖錠という。初期は轍査桿をレールに装着し、車輪によって押し下げられることで転轍機を鎖錠していたが、現在では分岐器およびその周辺の軌道に軌道回路を設けて在線検知を行い、電気回路で鎖錠を行っている。

#### 接近鎖錠
場内信号機や通過列車がある場合の出発信号機が一旦進行を現示した後、列車がその信号機の外方（手前）一定区間（接近区間）に接近または進入しているとき、信号機を急に停止現示にしても列車が止まり切れず、信号機の先の区間（信号機内方）へ進入（信号冒進）する恐れがある。このとき信号機が停止を現示しているが、だからといってすぐに進路上の（信号機の先の）転轍機の鎖錠が解錠され、分岐器を転換できる状態になるのは危険である。このため接近区間に列車が在るとき、信号機を停止現示にしても一定時分経過するまでは転轍機を鎖錠する。この鎖錠は、列車がその信号機の内方に進入するか、その信号機に停止信号を現示させてから一定時間後に解除される。

#### 保留鎖錠
接近鎖錠と同じような使われ方をするが、こちらは列車の位置に関係なく、進行を指示する現示から停止現示にすると常に一定時分経過するまで転轍機を鎖錠する。出発信号機の現示を急に停止にしたが、すでに発車してしまった列車が止まりきれずに信号機の先（内方）に入ってしまうという事態に対応するための機能である。

#### 表示鎖錠
接近鎖錠、保留鎖錠共に信号機を停止現示にしてから一定時分経過後（接近鎖錠は接近区間に列車が在るとき）解錠するものであるが、万一何らかの故障で停止現示への制御を掛けたにもかかわらず、信号機自体が停止現示になっていない状態すなわち、進行を指示する現示のままであった場合に解錠されていくのは列車に対し危険である。このため信号機が停止現示にならないときは、鎖錠したままにする。解錠には信号機の停止現示の表示を照査している。

#### 片鎖錠
A・Bのてこ相互間において、Aのてこが定位の場合、Bが定位・反位のいずれのときでも鎖錠されないが、Aのてこが反位の場合、Bのてこは定位または反位いずれか一方に鎖錠されるものが、AのBへの片鎖錠 (one way lock) である。Bが定位に鎖錠されるものが定位片鎖錠、同じく反位に鎖錠されるものが反位片鎖錠である。定位片鎖錠においてはBが反位の場合、Aを定位から反位にすると、Bは反位から定位に転換されると同時に鎖錠がかかり、Bは再び反位にできなくなる。反位片鎖錠においては逆になり、Bが定位の場合、Aを定位から反位にすると、Bは定位から反位に転換されると同時に鎖錠がかかり、Bは定位に戻せなくなる。いずれの場合にも、Bが定位・反位どちらであってもAのてこは反位に転換できることが、片鎖錠でない通常の鎖錠とは異なるものである。

## 連動図表
連動装置の動作論理は、連動図表を用いて示される。連動図表には、当該表で対象とする範囲の線路、信号機、転轍器の配置を示した図（配線略図）と、転轍器や信号機に付けられた番号、およびそれらの転轍器や信号機の鎖錠に関係する他の転轍器や信号機、軌道回路の番号などの表（連動表）で構成される。配線略図においては、線路配置のほか駅本屋、ホーム、信号機の名称が記載される。連動表においては、連動装置種別、信号機の鎖錠、信号制御、てっ査鎖錠、進路鎖錠、接近鎖錠または保留鎖錠などが符号で記入されている。

## 論理機構の仕組みと方法
鎖錠を持たせる原理は、転轍レバーとワイヤ（ワイヤー）、鎖錠桿などで構成される機械連動装置、リレーにより電気的に連鎖を行う継電連動装置や、コンピュータを用いて行う電子連動装置等がある。この装置により、分岐器の開通方向と信号機の現示は絶対に同期している。

### 連鎖の方法による分類

#### 機械連動装置

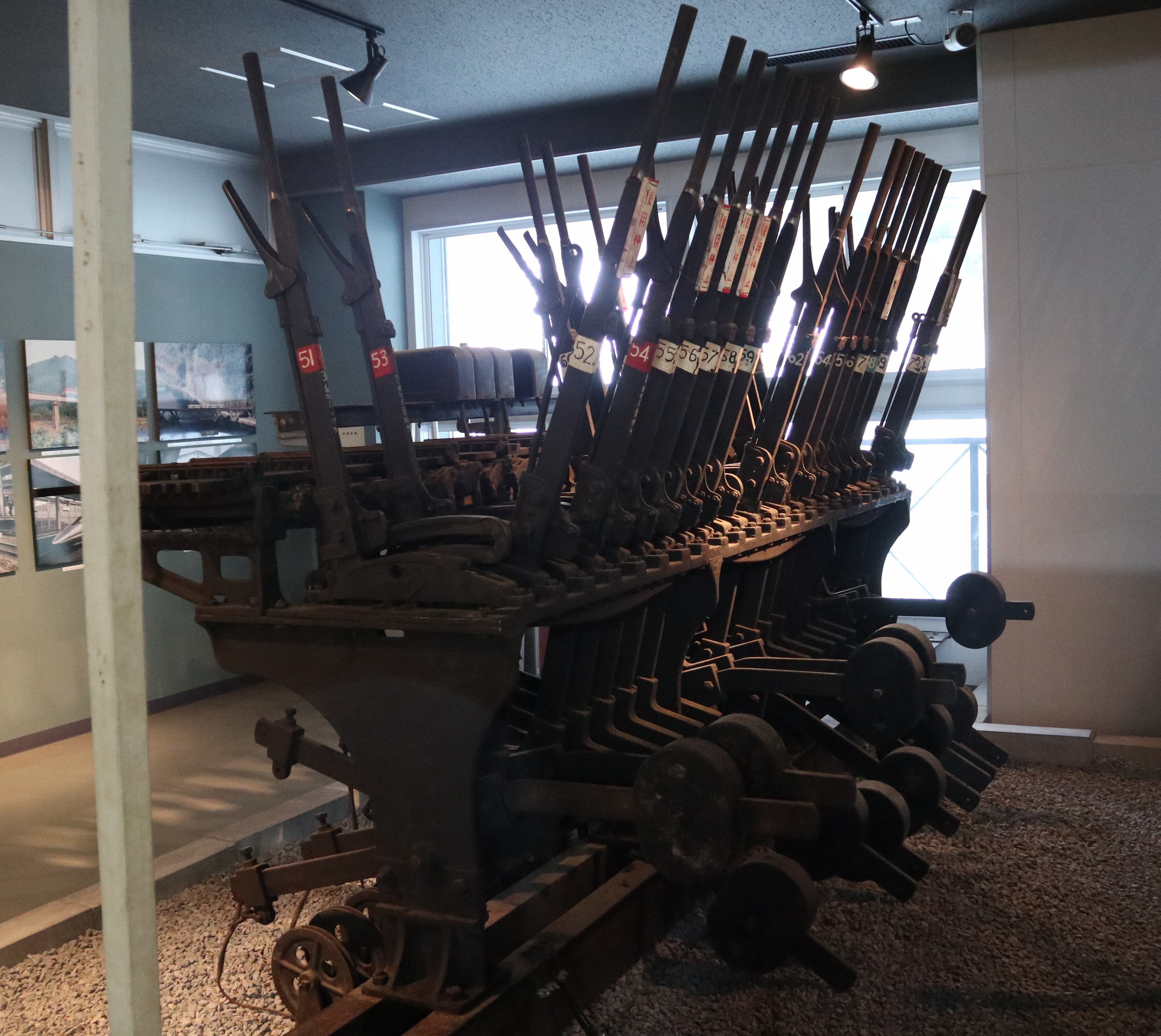
薩摩大口駅で運用されていた第1種機械連動機（大口ふれあいセンター蔵）

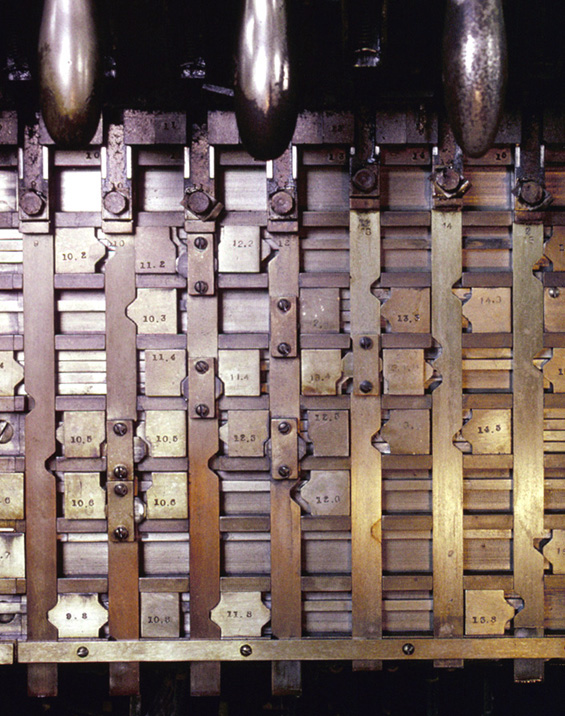
機械連動装置 Deval Tower, Des Plaines, Illinois circa 199

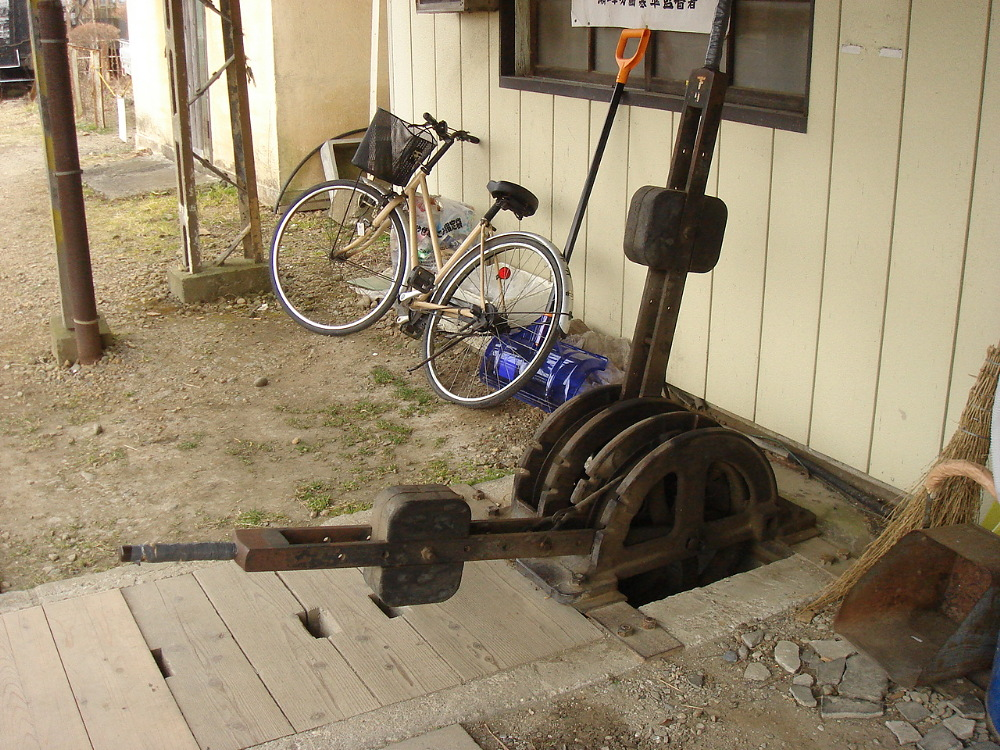
くりはら田園鉄道若柳駅にあった信号てこ（場内信号機）

機械連動装置はもっとも初期に用いられていたもので、機械的に連鎖を実現する。大きな信号てこと転轍機てこを人間が操作し、その動作はワイヤやロッドを介して伝えられて分岐器や信号機を転換する。この力の伝達過程に介入して機械的に転換できないようにロックを掛ける仕組みとなっていた。後に電気的な連動装置が登場してスイッチ1つで転換できるようになっても、分岐器や信号機を操作するスイッチのことを「てこ」と呼んでいるのはこの時代の名残である。写真に示した若柳駅のものは、単線の途中交換駅の転轍てこで、2つしかてこが並んでいないが、大規模な駅になると数百のてこが並び、てこから延びるワイヤやロッドが長くなって転換に大変大きな力を要することもあった。

#### 電気機連動装置
電気機連動装置は機械連動装置において信号機等を電気化したために、電気てこを新たに設備し、機械式転轍機と連鎖するために改良された連動装置である。機械てこ相互間の連鎖は機械連動装置と同様に駒装置によって連鎖を行うが、他の装置との電気的連鎖は電気てこによって電気的に行う。

#### 電気連動装置
電気連動装置は信号機、転轍器等を電気てこによって制御し、制御に全て電気てこを使用する。電気てこ相互間の連鎖は電磁石によって動作する機械鎖錠部によりてこの操作を機械的に鎖錠する。

#### 電空連動装置
電空連動装置は動力転轍機に圧搾空気を用いた電空転轍機を使用し、電気信号機を電気てこによって連鎖するものである。

#### 継電連動装置
継電連動装置は、連動の論理を継電器（リレー）のロジックを用いて実現したもので、それまで機械的な鎖錠を行っていたものが全て電気回路で行われるようになった。継電連動装置では論理の全てをリレー回路で構成する。進路を構成する回路方式には下記の二種類がある。
- てこリレー回路 - 進路毎に進路てこの反応リレーを設け、転轍機を制御する方式
- 進路選別回路 - 右行回路および左行回路を作成し、進路選別リレーを設けて転轍機を制御する方式

#### 電子連動装置
近年になって導入が進められているコンピュータを用いて連動の論理を実現する装置である。マイクロプロセッサの故障に備えて二重化などの措置が講じられている。それまでの継電連動装置が1つの部屋を占めるほどの大きさがあったのに対して、ラック1つ程度に収まるように小型化された。
日本では1984年、東急田園都市線の中央林間駅の開業に合わせて、同駅で実運用を開始したのが最初である。翌1985年には東神奈川駅に、国鉄（当時）最初の電子連動装置が実運用を開始している。
日本国内における電子連動装置は、連動論理の処理方式に下記の方式がある。
- シュプールファイル方式
- マトリックスファイル方式
- 連動表ファイル方式
- 連動結線図ファイル方式

## 連動装置の種類
連動装置は前述の論理を構成する方式、連鎖する方式、軌道回路の制御を行う範囲でそれぞれ下記の通り分類される。

### 連鎖を行う方式による分類
連動装置の形式にかかわらず、連動装置には1種・2種・3種が存在する。1種は全ての装置を信号扱所から操作できるもの、2種と3種は転轍機などが現場扱いとなっているものを指す。
第1種連動装置
信号機、入換標識と分岐器の操作を、1箇所に集中させ、そこで設けられた信号てこと転轍機てこにより操作して、この2つのてこの相互間において連鎖を行う装置である。
第2種連動装置
信号機、入換標識の操作は、1箇所に集中させて、そこで設けられた信号てこにより操作し、分岐器の操作は、近傍の鎖錠できる転轍機で操作して、この2つの相互間において連鎖を行う装置である。
第3種連動装置
信号機、入換標識の操作は、1箇所に集中させて、そこで設けられた信号てこにより操作し、分岐器の操作は、近傍の鎖錠できない転轍機で操作して、この2つの相互間において連鎖を行う装置である。

### 軌道回路による連動装置の区分
連動装置は軌道回路で制御する範囲により、以下の区分している。
- 甲 - 信号機の信号現示が連続した軌道回路により制御されるもの
- 乙 - 信号機の信号現示が一部の軌道回路により制御されるもの
- 丙 - 信号機の信号現示が軌道回路により制御されないもの

甲に分類される場合、区分の記載を省略している。
連鎖の方法を組み合わせて、第1種電子(甲)連動装置、第2種継電乙連動装置、などのように呼ぶ。

## 具体例
- 第1種継電連動装置 - 電気信号機（色灯式信号機）と電気転轍機の操作・連鎖・鎖錠を、継電器（リレー）を使用した継電連動機により行う。進路設定の取扱い方法に応じて下記の方式がある。
  - 進路てこ式 - 進路の数だけ信号てこがあり、小規模の停車場で使用される。
  - 進路選別式 - 一本の信号てこを複数の進路で共用し、進路選別押しボタンで進路を振り分ける。
  - 単独てこ式 - 転轍機と信号機を同時に取り扱いできず、転轍てこを操作してから信号てこを取り扱う。
- 第1種電子連動装置 - 継電器（リレー）による継電連動機をコンピュータのソフト処理による電子連動機に変えたもの、第1種継電連動装置と同じく、電気式信号機（色灯式信号機）と電気転轍機の操作・連鎖・鎖錠を行う。
- 第2種継電連動装置 - 電気式信号機（色灯式信号機）の操作を、継電器（リレー）を使用した継電連動機を介して行うが、分岐器の操作は、近傍の転轍機により操作される。電気信号機と転轍機の間の鎖錠は電気鎖錠器により鎖錠し、発条転轍機の場合には電磁転轍鎖錠器により鎖錠する。
- 第2種電子連動装置 - 電気式信号機（色灯式信号機）の操作を、コンピュータのソフト処理による電子連動機を介して行うが、分岐器の操作は、近傍の転轍機により操作される。電気信号機と転轍機の間の鎖錠は電気鎖錠器により鎖錠し、発条転轍機の場合には電磁転轍鎖錠器により鎖錠する。
- 第2種機械連動装置 - 機械式信号機（腕木式信号機）を操作を、機械連動機を介して行うが、分岐器の操作は、近傍の転轍機により操作される。機械式信号機と転轍機の間の鎖錠を、発条転轍機を含めて機械的に鎖錠する。
- 第3種継電連動装置 - 電気式信号機（色灯式信号機）の操作を、継電器（リレー）を使用した継電連動機を介して行うが、分岐器の操作は、近傍の転轍機により操作される。電気信号機と転轍機の間は鎖錠されず、回路制御器により進路の開通を照査する。
- 第3種電子連動装置 - 電気式信号機（色灯式信号機）の操作を、コンピュータのソフト処理による電子連動機を介して行うが、分岐器の操作は、近傍の転轍機により操作される。電気信号機と転轍機の間は鎖錠されず、回路制御器により進路の開通を照査する。

## 歴史
19世紀始めに鉄道が実用化された当時、信号機や分岐器は現地付近に設けられた転轍てこを利用して転換するもので、何も連動の仕組みは備えられていなかった。まず、1839年7月1日にイギリスのロンドン・アンド・クロイドン鉄道がロンドン・ブリッジ駅とウェスト・クロイドン駅の間で開業した時に、ロンドン・アンド・グリニッジ鉄道と接続するためにコーベッツ・レイン駅が設置され、この駅において信号てこの集中化が初めて行われた。これは現地に行かなくても分岐器の操作ができるように、信号扱所に転轍てこを集中したものであった。てこの間の連鎖はまだなかったが、1箇所で集中して取り扱う発想の最初のものである。
続いて1843年、同じくイギリスのサウス・イースタン鉄道で、ブリックレイヤーズ・アームズ駅にてこ集中装置が設置され、これには極めて簡単ではあるが機械的な連鎖機構が組み込まれて、互いに支障を来す進路のてこを引くことが防止できるようになっていた。1855年にはフランスでM.ビグニェルという人物が、くさびを利用しててこ同士の連鎖を実現する仕組みを考案している。
ロンドン・アンド・ブライトン鉄道とロンドン・アンド・クロイドン鉄道が1846年に合併して誕生したロンドン・ブライトン・アンド・サウス・コースト鉄道で働いていたジョン・サクスビーは、1856年に現代において使われている連動装置の原形となるものを設計した。その確実な機能が認められて、同年、特許が与えられ、早速ブリックレイヤーズ・アームズ駅に取り付けられて、1858年1月10日使用が開始された。この時に英語の"Interlocking machine"という言葉も考え出されている。サクスビーはこれをきっかけとして1861年、信号機器製造事業を開始し、J.ファーマーと協力して1863年、サクスビー・アンド・ファーマー社を設立した。
この時期は他にも様々な機構が開発されている。1859年には1本のてこだけで鎖錠をできるようになった、現代のような転轍てこを持つ連動装置がオースチン・チャンバースによって発明された。1865年には、グレート・ウェスタン鉄道の技師ミッチェル・レーンがラック・アンド・ピニオン式の連動装置を開発した。
初期の連動装置は、支障を来す進路のてこを引くことを防止できるだけで、分岐器の途中転換を防ぐことはできなかった。1868年、リブシー、エドワーズ、ジェフリーズの3人の技術者によってロッキング・バーと呼ばれる機構が開発され、これにサクスビーが開発に協力して1870年にディテクター・バーが開発された。ディテクター・バーは、レールの脇に取り付けられて車輪が踏むことで押し下げられ、下がっている間は分岐器が転換できないようにロックする機構であった。日本語では轍査桿（てつさかん）という。これが取り外されていたことが西成線列車脱線火災事故の原因の1つとなっている。
1875年、ロンドン・アンド・サウス・ウェスタン鉄道の信号局長だったジェームス・アーネットにより、アーネット・キーが発明された。これは連動装置の管轄外になっている側線へ通じる分岐器と連動装置を結びつけるものである。分岐器を操作する転轍てこには鍵が付いており、入換作業などを終えて本線の運転に支障のない側に分岐器を転換すると鍵を抜くことができるようになっている。鍵が挿さっていない限り、側線の側に分岐器を転換できない構造となっている。この鍵を信号扱所に持って行って信号てこに差し込むと、本線の信号機を進行現示に変えることができるようになっていた。
同じく1875年、機械式連動装置の決定版となった、サックスビー・アンド・ファーマー式連動機が登場し、アメリカ合衆国・ニュージャージー州のイースト・ニューワーク駅で使用開始された。これは世界中で用いられ、日本でも継電連動装置に切り替えられるまでは広く使用されていた。現代においても、発展途上国を中心にまだ使用している例がある。
日本では1887年、品川駅構内の東海道本線と山手線の分岐箇所に新橋工場製の機械連動装置が設置されたのが最初である。
1872年、ロンドンの地下鉄であるメトロポリタン・ディストリクト鉄道に、ウィリアム・サイクが開発した自動信号装置が設置され、1875年に「ロック・アンド・ブロックシステム」として特許を取得した。ロック・アンド・ブロックシステムは、連動と閉塞の機能を同時に行えると共に、信号機へも自動的に表示される画期的なものであった。列車が進行してトレッドルを踏むまでは解除されないなどの機構が備えられており、イギリス国内はもとよりその後アメリカやロシアでも急速に普及した。日本でも1896年4月1日、日本鉄道の上野 - 大宮間が複線化された時に、この装置が導入されている。